# Simone Bruson
Simone Bruson (né le 15 avril 1983 à Biella dans le Piémont) est un coureur cycliste italien, actif dans les années 2000.

## Biographie
Chez les amateurs, Simone Bruson se fait remarquer par ses qualités de grimpeur. Il intègre l'équipe continentale CB Immobiliare-Universal Caffè en 2006, après avoir été stagiaire chez Selle Italia-Colombia. L'année suivante, il évolue au sein de la formation OTC Doors-Lauretana. Il rejoint ensuite la structure chypriote A-Style-Somn en 2008. Sous ses nouvelles couleurs, il termine sixième du Tour du Jura et dix-huitième du Tour du Japon. 
En 2009, il est recruté par la nouvelle équipe continentale lituanienne Piemonte, dirigée par les Italiens Matteo et Pietro Algeri. Cette équipe est cependant dissoute dès le mois d'avril. Il ne retrouve pas de contrat et met un terme à sa carrière. 

## Palmarès

### Par année
- 2004
  - 2e de Cirié-Pian della Mussa
- 2005
  - Giro della Valsesia
  - 2e du Giro delle Valli Cuneesi
  - 2e du Tour d'Émilie amateurs
  - 3e du Gran Premio Pretola
  - 3e de Biella-Oropa

### Classements mondiaux
| Année           | 2005 | 2006 | 2007 | 2008 |
| --------------- | ---- | ---- | ---- | ---- |
| UCI Europe Tour | 299e |      |      | 974e |